# Journey to the West: Conquering the Demons
Journey to the West: Conquering the Demons (西遊·降魔篇, Xi you xiang mo pian) è un film del 2013 diretto da Stephen Chow, tratto dal romanzo del XVI secolo Il viaggio in Occidente di Wú Chéng'ēn.

## Trama
Xuan Zang, un giovane cacciatore di demoni con conoscenza minima delle arti marziali, si imbarca in un viaggio verso occidente al fine di diventare un monaco buddista. Convinto di poter risvegliare la bontà insita in ogni essere malvagio con i canti del suo prezioso libro, Xuan lungo il cammino incontra la bella ma feroce Duan, che finisce con l'innamorarsi perdutamente di lui e con il dargli una mano nell'affrontare i tre terribili demoni: il demone pesce Sha Wujing, il demone maiale Chenyang zhao e il demone scimmia Sun Wukong, destinati a diventare suoi servi

## Distribuzione e accoglienza
Il film è uscito il 7 febbraio 2013 a Hong Kong e in Taiwan e il 10 febbraio in Cina, dove è stato accolto caldamente. Ha incassato totalmente $215 milioni, divenendo il film cinese di maggiore incasso di sempre, fino a quando non fu superato da Monster Hunt nel 2015,  attualmente il più grande incasso cinese è Mei Ren Yu.  Negli Stati Uniti e in Europa era prevista la distribuzione per il 2014 ma tuttora è inedito.